# 永興 (大分市)
永興（りょうご）は、大分県大分市の地名。現行行政地名は大字永興と永興一丁目から永興三丁目。住居表示は、大字永興が未実施区域、永興一丁目から永興三丁目が実施済区域。

## 地理
大分市の西部に位置し、丁目内の東に三ケ田町、南東に田中町、南に大字荏隈、南西に荏隈町、西に竹の上、北に城南東とはなの森と接している。

## 歴史

### 大字永興
当地内にある永興寺に由来する。

### 永興（丁目）
- 2020年（令和2年）1月11日 - 住居表示を実施に伴い、大字永興、大字奥田、大字荏隈の各一部（通称:永興）から、永興一丁目から永興三丁目を新設[5]。

### 町名の変遷
| 実施後     | 実施年月日               | 実施前（各町名ともその一部、公称のみ） |
| ---------- | ------------------------ | -------------------------------------- |
| 永興一丁目 | 2020年（令和2年）1月11日 | 大字永興（一部）                       |
| 永興二丁目 | 2020年（令和2年）1月11日 | 大字永興（一部）                       |
| 永興三丁目 | 2020年（令和2年）1月11日 | 大字奥田、大字荏隈（各一部）           |

## 世帯数と人口
2022年（令和4年）3月31日現在（大分市発表）の世帯数と人口は以下の通りである。
| 大字・丁目 | 世帯数  | 人口    |
| ---------- | ------- | ------- |
| 永興一丁目 | 235世帯 | 510人   |
| 永興二丁目 | 226世帯 | 520人   |
| 永興三丁目 | 144世帯 | 287人   |
| 計         | 605世帯 | 1,317人 |

### 人口の変遷
国勢調査による人口の推移。
大字永興
| 1995年（平成7年）  | 9,387人 | [ 6 ]  |  |
| 2000年（平成12年） | 9,279人 | [ 7 ]  |  |
| 2005年（平成17年） | 8,963人 | [ 8 ]  |  |
| 2010年（平成22年） | 8,618人 | [ 9 ]  |  |
| 2015年（平成27年） | 8,477人 | [ 10 ] |  |
| 2020年（令和2年）  | 6,089人 | [ 11 ] |  |

永興（丁目）
| 2020年（令和2年） | 1,244人 | [ 11 ] |  |

### 世帯数の変遷
国勢調査による世帯数の推移。
大字永興
| 1995年（平成7年）  | 3,499世帯 | [ 6 ]  |  |
| 2000年（平成12年） | 3,682世帯 | [ 7 ]  |  |
| 2005年（平成17年） | 3,678世帯 | [ 8 ]  |  |
| 2010年（平成22年） | 3,750世帯 | [ 9 ]  |  |
| 2015年（平成27年） | 3,812世帯 | [ 10 ] |  |
| 2020年（令和2年）  | 2,664世帯 | [ 11 ] |  |

永興（丁目）
| 2020年（令和2年） | 530世帯 | [ 11 ] |  |

## 学区
市立小・中学校に通う場合、学区は以下の通りとなる（2022年4月時点）。
| 丁目       | 番・番地等 | 小学校             | 中学校             |
| ---------- | ---------- | ------------------ | ------------------ |
| 永興一丁目 | 全域       | 大分市立城南小学校 | 大分市立城南中学校 |
| 永興二丁目 | 全域       | 大分市立城南小学校 | 大分市立城南中学校 |
| 永興三丁目 | 全域       | 大分市立城南小学校 | 大分市立城南中学校 |

## 交通

### 鉄道
- 九州旅客鉄道（JR九州） 久大本線
  - 南大分駅

### 道路
- 大分県道601号小挾間大分線

## 施設
- 福徳学院高等学校
- 大分市立城南小学校
- 丸山墓地公園

## その他

### 日本郵便
- 郵便番号 : 870-0883[2]（集配局 : 大分中央郵便局[13]）。